# Ulica Konstantego Ciołkowskiego w Białymstoku
Ulica Konstantego Ciołkowskiego – najdłuższa ulica w Białymstoku, biegnąca od granicy miasta z północnego wschodu (z Grabówką) przez osiedla Wygoda, Skorupy, Mickiewicza, Dojlidy, Kawaleryjskie i Nowe Miasto do ulicy Wiadukt (róg ul. Filipowicza). 
Jest częścią drogi wojewódzkiej nr 678 oraz obwodnicy śródmiejskiej miasta. Przed zmianą nazwy nazywała się Szosa Zambrowska albo Szosa do Zambrowa.

## Historia i pochodzenie nazwy
Szosa do Zambrowa została włączona w 1919 r. do miasta Białystok. W 1968 Miejska Rada Narodowa podjęła uchwałę w sprawie zmiany nazwy ulicy na cześć Konstantego Ciołkowskiego, jednego z pionierów kosmonautyki (uchwała weszła w życie 18 września).